# Лозовское 2-е сельское поселение
Лозовское 2-е сельское поселение — упразднённое муниципальное образование Верхнемамонского района Воронежской области России.
Административный центр и единственный населённый пункт — село Лозовое (часть села).

## История
Законом Воронежской области от 28 июня 2013 года, Лозовское 2-е сельское поселение было упразднено, а его территория была включена в Лозовское 1-е сельское поселение, а часть села Лозовое была объединена с другой частью села Лозовое в единое село Лозовое.

## Население
| 2010 | 2012 | 2013 |
| ---- | ---- | ---- |
| 853  | ↘816 | ↘791 |